# ビリー・ズヴェル
ビリー・ズヴェル（Били Звер / Billy Zver、1983年 - ）は、マケドニア共和国のラッパーであり、ジョコ・タネスキ、ダミャン・ペイチノスキとともにユーロビジョン・ソング・コンテスト2010のマケドニア代表として、「Jas ja imam silata」を歌った。
ユーゴスラビア社会主義連邦共和国・マケドニア社会主義共和国（現・マケドニア共和国）のカヴァダルツィ（Kavadarci）に生まれた。